# Megas XLR
Megas XLR è una serie animata statunitense del 2004, creata da Jody Schaeffer e George Krstic.
La serie ruota attorno a Coop e il suo migliore amico Jamie, che trovano un robot meccanico del futuro chiamato Megas (Mechanized Earth Guard Attack System) in una discarica del New Jersey. Coop modifica Megas sostituendogli la testa e il centro di controllo con una classica muscle car, chiamandolo XLR (eXtra Large Robot). Insieme a Kiva, il pilota originale di Megas, devono difendere la Terra da una malvagia razza aliena chiamata Glorfth. La serie è un omaggio e parodia degli anime di genere mecha.
La serie è stata trasmessa negli Stati Uniti su Cartoon Network dal 1º maggio 2004 al 15 gennaio 2005, per un totale di 26 episodi ripartiti su due stagioni. In Italia la serie è stata trasmessa in pay TV su Cartoon Network dal 10 gennaio 2005 e successivamente in chiaro su Boing.

## Trama
In un futuro lontano il popolo della Terra combatte una aspra guerra contro una razza aliena di nome Glorfth. Per salvare il pianeta, la resistenza umana ruba ai Glorfth un prototipo di robot gigante e lo modifica, ribattezzandolo Megas (Mechanized Earth Guard Attack System, in italiano "Sistema Meccanizzato d'Attacco di Difesa della Terra"). L'idea è di inviare Megas e la sua pilota, Kiva, indietro nel tempo durante l'ultima grande battaglia fra gli umani e Glorfth. L'Umanità ha perso quella battaglia ma i membri della resistenza credono che Megas possa ribaltare l'esito del conflitto.
Prima dell'avvio del piano, un attacco a sorpresa dei Glorfth, costringe la resistenza a mandare Megas indietro nel tempo, prima che vengano fatte adeguate preparazioni, ma la macchina del tempo viene danneggiata durante il trasferimento, di conseguenza, il decapitato Megas (la sua testa venne distrutta dall'attacco dei Glorfth) approda negli anni 30. Megas giace in una discarica del New Jersey finché non viene scoperto, attorno all'anno 2000, da due ragazzi, Coop e Jamie. Coop è in grado di restaurare il robot, ridipingendolo con un nuovo look fiammeggiante, e rimpiazzando la testa originale con una automobile con la sigla XLR (eXtra Large Robot).
Kiva va indietro nel tempo, nell'anno 2000 con lo scopo di recuperare Megas, e quando scopre che non è più in grado di pilotarlo a causa delle modifiche di Coop, con rassegnazione decide di addestrare Coop. Comunque, i Glorft hanno seguito Kiva nel suo viaggio nel tempo, per cui sarà compito di Coop difendere la Terra dalla minaccia aliena.

## Episodi
- 01 - Giro di prova
- 02 - Battle royale
- 03 - Voglia di granita
- 04 - Lotta all'ultimo ingranaggio
- 05 - Mondo ciambella
- 06 - Parabole satelliti e wrestling
- 07 - Evasione
- 08 - Ridatemi la testa
- 09 - Coop il malvagio
- 10 - Il pianeta dei rottami
- 11 - Divieto di sosta
- 12 - Imperatore per un giorno
- 13 - Il posto di guida
- 14 - Sventole spaziali
- 15 - Il ritorno di Magnanimus
- 16 - Servizio baby sitter
- 17 - Follie di Las Megas
- 18 - Ginorik il mostro
- 19 - Sarus chiama Megas
- 20 - Il pirata lumacone
- 21 - Attacco al futuro
- 22 - Il guardiano dei ghiacci
- 23 - Il pianeta dei robot
- 24 - Un comando a distanza universale
- 25 - Dimensione alternativa (prima parte)
- 26 - Dimensione alternativa (seconda parte)

## Personaggi e doppiatori

### Personaggi principali
- Coop (stagioni 1-2), voce originale di David DeLuise, italiana di Gabriele Lopez. Ragazzo dall'aspetto corpulento con la passione delle auto, ma soprattutto è golosissimo di qualunque cosa che abbia un aspetto gelatinoso. Un'altra sua particolarità, è che, quando sembra sul punto di sconfiggere un nemico molto debole, lo potenzia con una serie di "intoppi" (armi non ancora testate, corto circuiti volontari sul robot stesso ecc.) subendo spesso i rimproveri da parte di Jamie. In uno spezzone della sigla di chiusura lo si vede addirittura gustare un pezzo di un nemico sconfitto.
- Kiva (stagioni 1-2), voce originale di Wendee Lee, italiana di Laura Lenghi. Ragazza-soldato proveniente dal futuro, è rimasta intrappolata nel nostro presente, nel tentativo di recuperare il prototipo (poi chiamato Megas da Coop), ma prima che arrivasse, quest'ultimo ha distrutto per divertimento un congegno che permetteva di viaggiare nel tempo. Alla fine della serie si metterà assieme a Jamie.
- Jamie (stagioni 1-2), voce originale di Steve Blum, italiana di Mirko Mazzanti. Il migliore amico di Coop. A differenza di quest'ultimo non ama strafogarsi di cibo ma passa le giornate assieme a Coop a caccia di ragazze. Rimprovera spesso il suo amico quando "Peggiora sempre la situazione", ma alla fine fanno sempre la pace. Al termine della serie si fidanzerà con Kiva.

### Personaggi ricorrenti
- Goat (stagioni 1-2), voce originale di Scot Rienecker, italiana di Oreste Baldini. Proprietario della discarica di New Jersey, è perennemente single a causa dell'aspetto poco attraente e dai modi di fare poco raffinati, e per questo riceve sempre dei "2 di picche" (rifiuti) da parte delle ragazze che importuna. Vende tutte le cianfrusaglie della discarica a 10 dollari. Si innamora di Kiva appena arriva nel nostro presente ma quest'ultima non lo ricambia e fa di tutto per allontanarlo.
- Comandante Glorfth (stagioni 1-2), voce originale di Kevin Michael Richardson. Razza aliena ccalamariforme che nel futuro ha ingaggiato una guerra contro gli umani per la conquista del pianeta Terra. È merito della loro avanzatissima tecnologia la costruzione del Prototipo Megas, che poi verrà inviato nel passato per impedire un recupero da parte dei Glorfth ne. Nonostante la tecnologia a loro disposizione sia molto più avanzata di quella umana, spesso sono vittime della semplicità rudimentale di Coop.
- Grrkek, (stagione 1), voce originale di Beau Billingslea, italiana di Giorgio Locuratolo. Un antico e gigantesco alieno rosso rettiloforme noto come L'assassino di pianeti.